# اس‌اس کورووس
اس‌اس کورووس (به انگلیسی: SS Corvus) یک زیردریایی بود که طول آن ۲۴۱ فوت ۴ اینچ (۷۳٫۵۶ متر) بود. این زیردریایی در سال ۱۹۲۰ ساخته شد.